# Andy (vidéaste)
Pour les articles homonymes, voir Andy.
Andy, anciennement Andy Raconte, de son vrai nom Nadège Dabrowski, née le 27 décembre 1986 à Brou-sur-Chantereine (Seine-et-Marne), est une vidéaste et mannequin française.
Sa chaîne YouTube dépasse les deux millions d'abonnés en 2015. En 2019, elle est la deuxième YouTubeuse féminine française, devant EnjoyPhoenix et derrière Natoo, et dans le top 20 des Français les plus suivis.

## Biographie

### Enfance
Nadège Dabrowski naît le 27 décembre 1986 à Brou-sur-Chantereine.

### Carrière

#### Miss Berry Val-de-Loire pour Miss France
À dix-neuf ans, alors étudiante en troisième année d'anglais à l'Université François-Rabelais[réf. nécessaire], elle est élue Miss Berry Val-de-Loire 2006 et participe à l'élection de Miss France 2007, en terminant demi-finaliste.

#### Après Miss France
Peu après l'émission Secret Story, elle quitte la France pour vivre du mannequinat pendant trois ans aux États-Unis. Elle revient à Paris durant l'été 2012[réf. nécessaire], et se lance finalement dans les vidéos en ouvrant sa chaîne YouTube.
Le 27 mars 2013, elle lance sa chaîne Youtube Andy Raconte, actuellement renommée ANDY (au 14 juin 2023).
Le 30 août 2014, elle lance sa chaîne Youtube So Andy, et elle oriente le contenu de cette chaîne vers la création de vidéos dédiées au do it yourself (DIY)[source secondaire souhaitée]. Elle faisait partie d'un groupe de vidéastes nommé la « Why Tea Fam » qui regroupe plusieurs vidéastes tels que Le Rire Jaune, Pat la Réalisation, LaChaineDeJerémy, Les Clichés de Jigmé, Aziatomik, Nad Rich Hard, Jimmyfaitlcon, Brice Duan, Florian Nguyen et Avner & Vous.
En septembre 2014, YouTube lance sa toute première campagne d'affichage en France et la choisit comme égérie aux côtés de Cyprien et EnjoyPhoenix.
En 2014, 2015 et 2016, elle participe également au Youtube Rewind France, une vidéo réalisée par YouTube regroupant les principaux youtubeurs francophones.[réf. nécessaire],,.

## Vie privée
Nadège Dabroski se met en couple en 2018 avec un homme dont l'identité n'a pas été communiquée.
En 2021, elle achète un domaine avec ses parents. Elle acquiert ainsi une maison avec dépendance et ses parents une seconde autre. Cet achat est désormais le sujet principal de sa chaîne YouTube So Andy via une série de vidéo rénovation.
A l’été 2022, Andy se marie avec son compagnon, mais annonce finalement sa rupture en novembre 2023.
Au printemps 2024, Andy annonce publiquement, via sa chaîne Youtube, sa foi ainsi que sa conversion au christianisme.

## Émissions de télévision
- 2006 : Élection de Miss France 2007 sur TF1 : Miss Berry Val de Loire (Nadège Dabrowski) - demi-finaliste
- 2007 : 1 contre 100 (jeu sur TF1) : candidate dans le Mur (en tant que Miss Berry Val de Loire, pour les Restos du Cœur)[16]
- 2007: Secret Story (saison 1) sur TF1 : candidate sous son vrai prénom Nadège[5],[17]
- 2014 : L'Œuf ou la Poule ? sur D8 : candidate
- 2015 : Les people retournent à l'école (NRJ 12) : candidate
- 2023 : Les Traîtres sur M6 : candidate finaliste[18]
- 2024 : Les Traitres nouvelle génération sur M6 : candidate gagnante

## Filmographie

### Cinéma
- 2017 : Épouse-moi mon pote de Tarek Boudali : Claire
- 2017 : Daddy Cool de Maxime Govare : Constance, la sœur d'Adrien

### Télévision
- 2017 : Nos chers voisins au ski sur TF1 : Cécile[19]

## Publications
Andy a écrit 4 livres :
- Princesse 2.0, 404 éditions, 2016  (ISBN 979-1032400142)
- La Pire Soirée De Ta Vie, 404 éditions, 2019
- Death Escape, 404 éditions, 2020
- La Croisière de l'enfer (en collaboration avec Olivier Gay), 404 éditions, 2021